# Saint-André-de-Valborgne
 Saint-André-de-Valborgne  es una población y comuna francesa, en la región de Languedoc-Rosellón, departamento de Gard, en el distrito de Le Vigan y cantón de Saint-André-de-Valborgne.

## Demografía
| 670 | 524 | 429 | 443 | 437 | 368 |
| Para los censos de 1962 a 1999 la población legal corresponde a la población sin duplicidades (Fuente: INSEE [Consultar]) |     |     |     |     |     |